# Вивијане Жунгблут
Вивијане Ајхелбергер Жунгблут (порт. Viviane Eichelberger Jungblut; Порто Алегре, 29. јун 1996) бразилска је пливачица чија ужа специјалност су дугопругашке трке слободним стилом, те трке на отвореним водама. Национална је рекордерка у малим базенима у тркама на 400, 800 и 1.500 метара. 

## Спортска каријера
Жунгблут је своју пливачку каријеру на међународној сцени започела 2013. учешћем на Светском јуниорском првенству у Дубаију где је као чланица женске штафете на 4×200 слободно заузела високо шесто место у финалу. Годину дана касније на истом такмичењу које је одржано на мађарском Балатону освојила је бронзану медаљу у мешовитој екипној трци на 3 километра. Нешто раније исте године такмичила се и на Олимпијским играма младих у Нанкингу. 
Први запаженији успех у сениорској каријери је постигла у септембру 2016. на Меморијалу Жозеа Франкела где је испливала два нациоанлана сениорска рекорда у тркама на 400 и 800 метара слободним стилом. У децембру исте године дебитовала је на Светском сениорском првенству у малим базенима, одржаном у Виндзору.
Током 2017. и 2018. остварила је неколико значајнијих резултата на митинзима светског купа на отвореним водама, док је на Светском првенству у Будмпешти 2017. заузела високо шесто место у трци мешовитих тимова на отвореним водама. 
На свом другом узастопном наступу на светским првенствима у великим базенима и на отвореном, одржаном у корејском Квангџуу 2019, остварила је пласмане на 19. и 20. место у квалификационим тркама на 800 и 1.500 слободно, док је највећи успех постигла у трци мешовитих тимова на 5 км коју је бразилски тим завршио на четвртом месту. 
Највећи резултатски успех у дотадашњој сениорској каријеру постигла је на Панамеричким играма 2019. у Лими где је освојила две бронзане медаље у тркама на 800 метара у базену и на 10 км на отвореним водама. 